# Giulietta Simionato

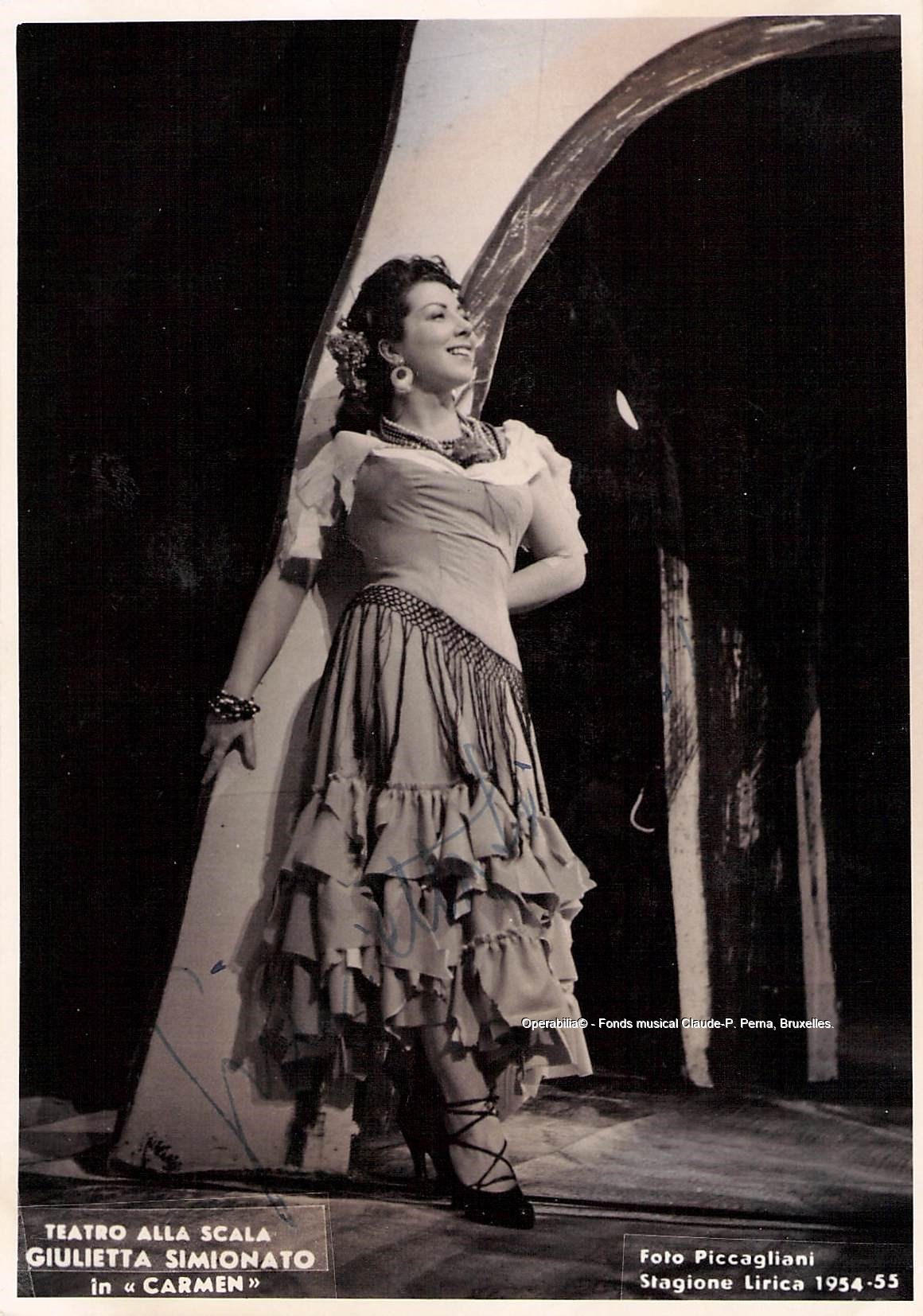
Giulietta Simionato, Carmen, Teatro alla Scala, 1954-1955

Giulietta Simionato (née le 12 mai 1910 à Forlì, en Italie, et morte le 5 mai 2010 à Rome) est une mezzo-soprano italienne, l'une des plus grandes cantatrices de l'opéra italien d'après-guerre. 

## Biographie
Giulietta Simionato étudie le chant à Rovigo avec Lucatello, et à Milan avec Guido Palumbo, et chante en public dès 1927. Elle débute officiellement à Montagnana en 1932, dans le rôle de Santuzza de Cavalleria rusticana. Elle gagne en 1933 le plus important concours de bel canto de l'époque, participe aussitôt à des tournées à Malte, en Tunisie, et en Libye en 1934-35. Elle est engagée à La Scala de Milan où elle fait ses débuts en 1936, mais, n'ayant pas donné au régime fasciste les mêmes cautions que plusieurs de ses rivales, elle reste cantonnée dans des rôles secondaires et devra attendre la fin des années 1940 pour devenir l'une des vedettes les plus en vue de la célèbre scène milanaise. C'est en 1947 seulement qu'elle est révélée au public dans le rôle-titre de Mignon d'Ambroise Thomas (chanté en italien) qui lui vaut un triomphe et les plus grands éloges de la critique. Elle chante alors dans toute l'Italie (Rome, Florence, Turin, etc.), ainsi qu'à la radio italienne (RAI).
Après la guerre, elle se produit en France, notamment à Lyon et à Toulouse, puis au Festival d'Édimbourg en 1947, dans le rôle de Cherubino des Noces de Figaro. 
De retour en Italie, elle se spécialise peu à peu dans les grands rôles de mezzos verdiens, comme Azucena (Il trovatore - Le trouvère), Ulrica (Un ballo in maschera - Un bal masqué), Preziosilla (La forza del destino - La Force du destin), Eboli (Don Carlos), Amneris (Aida), et participe aussi à la renaissance de Rossini, chantant Isabella (L'italiana in Algeri - L'Italienne à Alger), Rosina (Il barbiere di Siviglia - Le barbier de Séville), ou Cenerentola (Cendrillon). Également à son répertoire, les grands mezzos de l'opéra français, comme Carmen, Dalila, Charlotte, ses autres rôles notoires incluent Laura de La Gioconda et la Princesse de Bouillon dans Adriana Lecouvreur. 
Dans les années 1950, elle participe à la renaissance du bel canto aux côtés de Maria Callas avec de triomphales prestations en Adalgisa (Norma) et Giovanna Seymour (Anna Bolena). Elle chante également les opéras de Cimarosa et de Mozart. Elle participe en 1962, auprès de Joan Sutherland, à de triomphales reprises à La Scala, de Semiramide et Les Huguenots. Parallèlement elle se produit à l'étranger: Vienne, Salzburg, Paris, Londres, Chicago, New York, Mexico, Buenos Aires.
Elle se retire encore en pleine possession de ses moyens en 1966. Longue à s'imposer, elle devient l'une des grandes cantatrices du XXe siècle, très admirée pour la richesse et l'homogénéité du timbre et l'étendue de la tessiture, et ses dons de comédienne. Elle a enregistré de nombreux disques.
Elle meurt le 5 mai 2010, soit une semaine avant d'atteindre son 100e anniversaire.

## Sources
- Harold Rosenthal, John Warrack, Roland Mancini et Jean-Jacques Rouveroux, Guide de l'opéra, Paris, Fayard, coll. « Les indispensables de la musique », 1995, 968 p. (ISBN 978-2-213-59567-2)

## Discographie

### Enregistrements de studio
Cilea
- Adrienne Lecouvreur, avec Renata Tebaldi, Mario del Monaco, Giulio Fioravanti, dir. Georg Solti - 1961, Decca

Cimarosa
- Il matrimonio segreto, avec Sesto Bruscantini, Alda Noni, Cesare Valletti, Orchestre du Mai musical florentin, dir. Ermanno Wolf-Ferrari - 1950, Cantus classics

Donizetti
- La Favorite, avec Gianni Poggi, Ettore Bastianini, Jerome Hines, dir. Alberto Erede - 1955, Decca

Giordano
- André Chénier (rôle de la Comtesse de Coigny), avec Beniamino Gigli, Maria Caniglia, Gino Bechi, dir. Oliviero De Fabritiis - 1941, EMI

Mascagni
- Cavalleria rusticana, rôle de Mamma Lucia, avec Beniamino Gigli, Lina Bruna Rasa, Gino Bechi, Orchestre de la Scala de Milan, dir, Pietro Mascagni - 1940, EMI
- Cavalleria rusticana, avec Achille Braschi Carlo Tagliabue, dir. Arturo Basile (it) - 1952, Cetra
- Cavalleria rusticana, avec Mario del Monaco, Cornell MacNeil, dir. Tullio Serafin - 1960, Decca

Ponchielli
- La Gioconda, avec Anita Cerquetti, Mario del Monaco, Cesare Siepi, Ettore Bastianini Orchestre du Mai musical florentin, dir. Gianandrea Gavazzeni - 1957, Decca, Cantus records

Puccini
- Suor Angelica, con Renata Tebaldi, Lucia Danieli, dir. Lamberto Gardelli - 1962, Decca

Rossini
- Il barbiere di Siviglia, avec Giuseppe Taddei, Luigi Infantino, Carlo Badioli, Antonio Cassinelli, dir. Fernando Previtali - 1950, Cetra
- Il barbiere di Siviglia, avec Ettore Bastianini, Alvino Misciano, Fernando Corena, Cesare Siepi, dir. Alberto Erede - 1956, Decca
- La Cenerentola, avec Cesare Valletti, Saturno Meletti, Cristiano Dalamangas, dir. Mario Rossi - 1949, Cetra
- La Cenerentola, avec Sesto Bruscantini, Ugo Benelli, Paolo Montarsolo, dir. Oliviero De Fabritiis - 1963, Decca
- L'italiana in Algeri, avec Cesare Valletti, Mario Petri, Graziella Sciutti, Marcello Cortis, Orch. de la Scala de Milan, dir. Carlo Maria Giulini - 1954, EMI

Verdi
- Aida, avec Caterina Mancini, Mario Filippeschi, Rolando Panerai, Giulio Neri, dir. Vittorio Gui - 1951, Cetra
- Aida, avec Renata Tebaldi, Carlo Bergonzi, Cornell McNeil, Wiener Philharmoniker, dir. Herbert von Karajan - 1959, Decca
- Un ballo in maschera, avec Carlo Bergonzi, Birgit Nilsson, Cornell McNeil, dir. Georg Solti - 1960/1961 Decca
- Falstaff, avec Geraint Evans, Ilva Ligabue, Mirella Freni, Robert Merrill, Alfredo Kraus, RCA Italiana Opera Orchestra, Georg Solti - 1963, Decca
- La forza del destino, avec Renata Tebaldi, Mario del Monaco, Ettore Bastianini, Cesare Siepi, Fernando Corena, Orchestre de l'Académie Sainte-Cécile de Rome, dir. Francesco Molinari-Pradelli - 1955, Decca, Cantus records
- Rigoletto, avec Aldo Protti, Hilde Gueden, Mario Del Monaco, Cesare Siepi, dir. Alberto Erede - 1954, Decca
- Il trovatore, avec Mario Del Monaco, Renata Tebaldi, Ugo Savarese, Giorgio Tozzi, dir. Alberto Erede - 1956, Decca
- Il trovatore, avec Franco Corelli, Gabriella Tucci, Robert Merrill, Ferruccio Mazzoli, dir. Thomas Schippers - 1964, EMI

### Enregistrements sur le vif
Bellini
- Norma, avec Maria Callas, Kurt Baum, Nicola Moscona, dir. Guido Picco - Palacio de Bellas Artes, Mexico, 1950 ed. Myto/Melodram/Urania
- Norma, avec Maria Callas, Mario Del Monaco, Nicola Zaccaria, dir. Antonino Votto - Teatro alla Scala, Milan, 1955 ed. Myto/Arkadia/IDIS/Divina records
- Norma, avec Leyla Gencer, Bruno Prevedi, Nicola Zaccaria, dir. Gianandrea Gavazzeni - Teatro alla Scala, Milan, 1965 ed. Myto
- Norma, avec Maria Callas, Gianfranco Cecchele, Ivo Vinco, dir. Georges Prêtre - Opéra Garnier, Paris, 1965 ed. Divina records/Eklipse/Gala

- I Capuleti e i Montecchi, avec Laurel Hurley, Richard Cassilly, Ezio Flagello, dir. Arnold Gamson - Carnegie Hall, New York, 1958 ed. Melodram/Andromeda

Berlioz
- I troiani (en italien), avec Mario Del Monaco, Fiorenza Cossotto, Lino Puglisi, Agostino Ferrin, Nell Rankin, dir. Rafael Kubelik - La Scala 1960 ed. Paragon/VAI/Myto/Walhall

Bizet
- Carmen, avec Giuseppe Di Stefano, Rosanna Carteri, Michel Roux, dir. Herbert von Karajan - La Scala 1955 ed. Myto/GOP/Walhall
- Carmen (en italien), avec Franco Corelli, Mirella Freni, Giangiacomo Guelfi, dir. Pierre Dervaux - Teatro Massimo, Palerme, 1959 ed. GOP

Carmen avec Nicolai Gedda orchestre symphonique de Vienne 
Hervé et von Karajan (1954)
Cherubini
- Medea, avec Maria Callas, Jon Vickers, Nicolai Ghiaurov, dir. Thomas Schippers - Teatro alla Scala, 1961 ed. Hunt/Opera D'Oro

Cilea
- Adriana Lecouvreur, avec Magda Olivero, Franco Corelli, Ettore Bastianini, dir. Mario Rossi - Teatro San Carlo, Naples, 1959 ed. Melodram/House of Opera/Opera Lovers

Donizetti
- La Favorite, avec Giuseppe Di Stefano, Enzo Mascherini, Cesare Siepi, dir. Renato Cellini - Mexico, 1949 ed. Myto/SRO
- La Favorite, avec Gianni Raimondi, Mario Zanasi, Nicola Zaccaria, dir. Fernando Previtali - Naples, 1963 ed. Bongiovanni/Hardy Classic
- Anna Bolena, avec Maria Callas, Gianni Raimondi, Nicola Rossi-Lemeni, dir. Gianandrea Gavazzeni, Teatro alla Scala, 1957 ed. Melodram/GOP/EMI/Divina records
- Anna Bolena, avec Leyla Gencer, Aldo Bertocci, Plinio Clabassi, dir. Gianandrea Gavazzeni, RAI di Milano, 1958 ed. Myto, Opera d'Oro

Gluck
- Orfeo ed Euridice, avec Sena Jurinac, Graziella Sciutti, dir. Herbert von Karajan, Salzbourg, 1959 ed. Nuova Era/Memories/DG

Mascagni
- Cavalleria rusticana, avec Giuseppe Di Stefano, Giangiacomo Guelfi, dir. Antonino Votto - La Scala 1955 ed. Myto/Opera D'Oro
- Cavalleria rusticana, avec Jussi Björling, Walter Cassel, dir. Nino Verchi - Metropolitan Opera, New York, 1959 ed. Lyric Distribution
- Cavalleria rusticana, avec Franco Corelli, Giangiacomo Guelfi, dir. Gianandrea Gavazzeni - La Scala, 1963, ed. Myto/Opera D'Oro

Massenet
- Werther (en italien), avec Giuseppe Di Stefano, Eugenia Roccabruna, Fausto del Prado, dir. Renato Cellini - Mexico, 1949 ed. GOP/IDIS
- Werther (en italien), avec Ferruccio Tagliavini, Gino Orlandini, Dora Gatta, dir. Franco Capuana - La Scala, 1951 ed. Myto/Bongiovanni

Meyerbeer
- Les Huguenots (en italien), avec Joan Sutherland, Franco Corelli, Giorgio Tozzi, Nicolai Ghiaurov, dir. Gianandrea Gavazzeni - La Scala, 1962 ed. Melodram/GOP/Nuova Era

Mozart
- Cosi fan tutte, avec Suzanne Danco, Libero de Luca, Marcello Cortis, Marisa Morel, Mariano Stabile, Orchestre de la Suisse romande, Karl Böhm, Genève, 1949, ed. Walhall/Urania
- Le nozze di Figaro (Cherubino), avec Italo Tajo, Renata Tebaldi, Alda Noni, Scipio Colombo, dir. Ionel Perlea - Teatro San Carlo, 1954, ed. Hardy Classic

Rossini
- Il barbiere di Siviglia, avec Enzo Mascherini, Giuseppe Di Stefano, Cesare Siepi, Gerhard Pechner, dir. Renato Cellini - Mexico, 1949, ed. IDIS

Saint-Saens
- Samson et Dalila, avec Jon Vickers, Norman Mittelman, Justino Diaz, dir. Fausto Cleva - Met, 1965 ed. Opera Lovers

Thomas
- Mignon (en italien), avec Giuseppe Di Stefano, Cesare Siepi, dir. Guido Picco - Mexico, 1949 ed. Premiere Opera/legato Classics/Cantus records

Verdi
- Aida, avec Maria Callas, Kurt Baum, Robert Weede, Nicola Moscona, dir. Guido Picco - Mexico, 1950 ed. Eklipse/Archipel
- Aida, avec Maria Callas, Kurt Baum, dir. John Barbirolli - Covent Garden, Londres, 1953 ed. Testament
- Aida, avec Antonietta Stella, Giuseppe Di Stefano, Giangiacomo Guelfi, Nicola Zaccaria, dir. Antonino Votto - La Scala, 1956 ed. Paragon/Legato/GOP/Idis
- Aida, avec Birgit Nilsson, Pier Miranda Ferraro, Cornell MacNeil, Nicolai Ghiaurov, dir. Nino Sanzogno - La Scala, 1960, ed. Charles Handelman
- Aida, avec Galina Vichnevskaïa, Jon Vickers, Peter Glossop, dir. Bryan Balkwill - Covent Garden, Londres, 1964 ed. Opera Depot
- Un ballo in maschera, avec Carla Castellani, Mario del Monaco, Piero Biasini, dir. Nino Sanzogno - Grand Théâtre, Genève, 1946, ed. Cantus records
- Un ballo in maschera, avec Maria Callas, Giuseppe Di Stefano, Ettore Bastianini, dir. Gianandrea Gavazzeni - Teatro alla Scala, 1957 ed. Melodram/Arkadia/EMI
- Don Carlos, avec Eugenio Fernandi, Cesare Siepi, Sena Jurinac, Ettore Bastianini, dir. Herbert von Karajan - Staatsoper, Vienne, 1958 ed. DG
- Don Carlo, avec Richard Tucker, Boris Christoff, Tito Gobbi, Margherita Roberti, dir. Antonino Votto - Opéra lyrique de Chicago, Chicago, 1960 ed. GOP/Living Stage
- Il trovatore, avec Kurt Baum, Maria Callas, Leonard Warren, dir. Guido Picco - Mexico, 1950, ed. Melodram
- Il trovatore, avec Carlo Bergonzi, Antonietta Stella, Ettore Bastianini, dir. Fausto Cleva - Met, 1960, ed. Myto
- Il trovatore, avec Franco Corelli, Leontyne Price, Ettore Bastianini, Nicola Zaccaria, dir. Herbert von Karajan - Salzbourg, 1962, ed. Gala/Opera D'Oro/DG
- Il trovatore, avec Gastone Limarilli, Antonietta Stella, Ettore Bastianini, Bruno Marangoni, dir. Oliviero De Fabritiis - Tokyo, 1963, ed. Rodolphe

## Videographie en DVD
Mascagni
- Cavalleria rusticana, Tokyo, 21 octobre 1961, Vai

Verdi
- Aida, avec Gabriella Tucci, Mario del Monaco, Tokyo, 13 octobre 1961, Vai